# Guru Studio
Guru Studio es un estudio de animación canadiense . La compañía ha ganado varios premios y ha sido destacado en varios festivales de cine internacionales.
En 2001, proporcionó cortinillas en CGI para Teletoon. Las cortinillas fueron proyectadas en el Festival Internacional de Cine de Animación de Annecy y ganaron varios premios.
Guru ganó un Premio Telly en 2010 por su cortometraje Hazed. La película fue proyectada en el Ottawa International Animation Festival, el Animation Block Party y en otros festivales.
Entre otros premios que ha ganado el studio se incluyen, un Clio Award, un Promax Award, y un Mobius Award.
El 1 de febrero de 2016, Guru Studio anunció una alianza con Toon Boom Animation. Los ingenieros de ambas empresas van a formar un equipo y trabajar juntos en el desarrollo y la incorporación de características de software en Toon Boom Harmony ( el software líder en la industria de la animación).
En 2019, la revista de la industria del entretenimiento infantil Kidscreen Hot 50 votó por Guru Studio en el puesto número 1 en la categoría de producción y entre los 10 primeros en las categorías de licencias y distribución.

## Filmografía
- Backyardigans (2004—2010)
- Justo a tiempo (2012—2017)
- Mudpit (2012—2013)
- Dinopaws (2014-2015)
- PAW Patrol (2013–presente) (encargado por Spin Master)
- Ever After High (2013—2016) (encargado por Mattel)
- Shimmer & Shine (2015—2019)
- Vera y el Reino Arcoíris (2017-2020)
- El pan de la guerra (2017)
- Abby Hatcher (2019–2022)
- Pikwik Pack (2020-presente)
- Big Blue (2021-presente)
- The Ora Chronicles (2020-presente)
- Sesame Street: Mecha Builders (2020-presente)